# Rio Negro Esporte Clube
O Rio Negro Esporte Clube foi um clube brasileiro de futebol, da cidade de Teresina, capital do Estado do Piauí. Disputou algumas edições o Campeonato Piauiense de Futebol na década de 1960. Em 1962, obteve o 5º lugar

## História
O nome Rio negro é uma homenagem ao rio amazonense de mesmo nome. Dos fundadores do clube. Dos fundadores do clube, sabe-se apenas que Olímpio Guilherme Batista Lustosa era um deles. Foi extinto em 1963, disputando ao todo 6 campeonatos da divisão principal do campeonato piauiense. Seu melhor ano foi em 1961 quando conquistou a segunda divisão e o Torneio Início, vencendo do atual campeão estadual River.

## Títulos
Campeonato Piauiense segunda divisão: 1961                                                                       Torneio Início: 1961

## Presidente
De todos os presidentes do clube, só se sabe de 3:
Antônio Teixeira Santos: Futuro presidente da Federação Piauiense de Futebol                          Chaguinha                                                                                                                                                            Firmino da Silveira Soares: Um dos presidentes do Flamengo

## Curiosidades
- Seus maiores artilheiros foram Arimathéia, Carvalho e Lelé, todos com 5 gols
- O jogador que mais jogou partidas oficiais foi Geovane, sendo ao todo 26 jogos
- É o time que sofreu a maior goleada do Campeonato Piauiense em 1960, quando perdeu de 14 a 3 para o Botafogo
- Seu último jogo foi em 11 de dezembro de 1963, quando perdeu para o Comercial de 4 a 1, sendo o autor do seu último gol Arimathéia